# Moncucco Torinese
Moncucco Torinese – miejscowość i gmina we Włoszech, w regionie Piemont, w prowincji Asti.
Według danych na styczeń 2009 gminę zamieszkiwały 903 osoby przy gęstości zaludnienia 62,9 os./1 km².